# 楊盼盼
楊盼盼（英語：Sharon Yang Pan Pan，1958年2月5日—），台灣女演員及動作特技導師，曾為無綫電視及佳藝電視旗下藝人。楊盼盼自2000年起從事動作特技演員培訓工作，成立了HITHUT 煇煌電影動作訓練·創作室和設立培訓基地。近年參與ViuTV 真人show<熟女在野>，2018年和羅家英拍攝馬來西亞賀歲電影<大地回春>。

## 背景

### 早年生活
楊盼盼生于台灣，有1名兄長，外祖父魏道明是中華民國政治人物，外婆是中國首位女律師鄭毓秀（跑馬地毓秀街所指的「毓秀」），姑丈公是中國名畫家張大千。母親則是在上海明星公司訓練班的話劇演員古寒，曾在國泰電影機構的片場開設餐廳。「楊盼盼」一名取自唐代女詩人關盼盼。她7歲時本來得到機會到巴西向張大千學習繪畫，終因不想獨自成行而放棄，8歲開始習武。
1964年至1966年間，楊盼盼正就讀跑馬地大坑道瑪利曼小學（聖瑪利諾書院），讀至小學二年級便自行輟學，改跟粉菊花學習北派武術3年，1966年與母親演話劇，當童角。其母親基於希望女兒留在自己身邊，所以沒有為楊盼盼跟粉菊花簽10年賣身契約，另一方面安排楊盼盼隨電影導演程剛學戲。

### 事業發展
1970年，12歲時的楊盼盼加入邵氏電影公司，在其首部出演的電影《十四女英豪》中首次擔任演員替身，還在李翰祥電影中充當特約演員。出道初年已獲得「女成龍」稱號。1976年，楊盼盼不肯接演穿露背裝及露背繪畫紋身的替身戲份，最後選擇離開邵氏。其後學習跳舞，於尖沙咀美麗華夜總會表演雜技兩個月。當時她與朋友組成「盼盼雜技舞蹈團」，1977年起教授中國古典民族舞。
除了於電影幕前演出，她亦涉足電視界，為佳藝電視拍攝電視劇集，同期開始參演無綫電視作品（任雜技人兩個月後於1978年2月正式簽約為無綫旗下藝員3年（2年死約及1年生約）），至1990年代初集中在電影方面發展，且擔任電影監製。在1980年代，無綫電視每年都會舉辦《萬千星輝賀台慶》，楊盼盼均會表演高難度特技。其中於1983年由於在表演過程中拉傷頸骨，壓傷神經線，以致右耳失聰，她需要定期接受物理治療。當年吳雨曾力邀她加入《歡樂今宵》班底，不過被她以不適合自己為由婉拒。及後於1986年，她約滿無綫電視，主力拍攝電影。1989年應無綫邀請為「歡樂滿東華」設計動作特技籌款項目。她當時離巢的原因出於想往外闖，到台灣演電視劇。當無綫一方知道她有不再續約之意，於是隨便給她派演角色，又故意壓低薪金。結果令她於1986年4月合約結束未幾，便赴台跟宗華的丹華製作公司簽下2部電視片集合約，同時接演製作人楊佩佩的作品《新絕代雙驕》。留台期間獲亞洲電視陳權明邀請亮相1986年電視先生選舉，任表演嘉賓。
楊盼盼於1988年參演由馬來西亞山水製作公司製作的電視劇錄映帶。1989年重返無綫電視，履行以1年2部劇集為條件的部頭合約。在1999年前後，仍為慈善團體籌款，如於1999年到山頂凌霄閣挑戰爬牆項目，2000年從中環聖約翰大廈外牆高處極速跑到地面等。她入行多年漸漸退居幕後，源於2000年考慮到自己在電影市場的發展潛力可能下降，加上有意培訓新人，因此決定投身傳授動作特技行業。現時是電影監製和煇煌娛樂製作有限公司表演策劃總監。此外，她創辨了HITHUT 煇煌電影動作訓練‧創作室，培育更多動作特技演員。2015年曾為香港國際七人欖球賽擔任揉合了少林寺武功及吊鋼線功夫表演賽的動作指導。2020年獲香港動作特技演員公會頒發「2020年度傑出貢獻大奬」。

## 個人生活
楊盼盼曾有一段婚姻，於1986年認識了1位會計師，1987年與對方到美國結婚。卻因不了解對方性格，生活圈子不同，最終選擇仳離。2人婚後育有一名女兒。楊盼盼離婚後獨力撫養女兒Jessica (IG @jessibeaucoup ) ，女兒在2023年跟設計師男友尹國豪 ( IG @SuenoSteve )結婚，並於2024年誕下女兒Ellery 。二人的品牌The Layers | TLS7，門市地點在香港的K11 Art Mall。而楊盼盼則在曾香港成立了《HITHUT 電影動作訓練。創作室》，目前在佛山成立了自己的電影動作訓練基地。
《九龍城寨之圍城》 熱爆之香港動作演員張文傑 ( IG @germancheung ) 更是楊盼盼的首名契兒子， 在戲中飾演住喺城寨裏嘅中醫師「四仔」。

## 演出作品
*以下列表只記錄楊盼盼演出過的影視作品，若有遺漏，請協助補充相關資料。

### 佳藝電視
| 首播   | 名稱       | 角色 | 備註 |
| 1976年 | 仙鶴神針   |      |      |
| 1977年 | 萍蹤俠影錄 | 雲蕾 |      |
| 1977年 | 父子情     |      |      |
| 1977年 | 細魚食大魚 |      |      |

### 無綫電視
| 首播   | 名稱                 | 角色          | 備註                 |
| 1976年 | 書劍恩仇錄           | 霍青桐二師姐  |                      |
| 1976年 | 近代豪俠傳之大刀王五 | 章桂英        |                      |
| 1978年 | 倚天屠龍記           | 紀曉芙/楊不悔 |                      |
| 1979年 | 貼錯門神             | 小卷次子      |                      |
| 1979年 | 龍潭羣英             | 蔡珠珠        | 第七集單元〈火靈島〉 |
| 1979年 | 楚留香               | 鳳飛煙        |                      |
| 1980年 | 刺青                 | 莫玲          |                      |
| 1980年 | 一劍天涯             | 龍姑娘        |                      |
| 1981年 | 威水世家             |               |                      |
| 1981年 | 烽火飛花             | 孫勝男        |                      |
| 1981年 | 佛山贊先生           | 莫阿南        |                      |
| 1981年 | 楊門女將             | 飛鳳公主      |                      |
| 1981年 | 女黑俠木蘭花         | 木秀珍        |                      |
| 1982年 | 戲班小子             | 袁英          |                      |
| 1982年 | 天龍八部之六脈神劍   | 木婉清        |                      |
| 1982年 | 天龍八部之虛竹傳奇   | 木婉清        |                      |
| 1983年 | 十三妹               | 杞紫薇        |                      |
| 1983年 | 射鵰英雄傳之鐵血丹心 | 穆念慈        |                      |
| 1983年 | 射鵰英雄傳之東邪西毒 | 穆念慈        |                      |
| 1983年 | 射鵰英雄傳之華山論劍 | 穆念慈        |                      |
| 1984年 | 黃金約會             | 王曉蘭        |                      |
| 1984年 | 五虎將               | 洪英          |                      |
| 1984年 | 青鋒劍影             | 吳婉          |                      |
| 1984年 | 楚留香               | 高亞男        |                      |
| 1985年 | 江湖浪子             | 宮本雪        |                      |
| 1985年 | 楊家將               | 楊八妹延琪    |                      |
| 1986年 | 薛丁山征西           | 薛金蓮        |                      |
| 1986年 | 寶蓮燈               | 瑤池仙子      | 歡樂今宵劇目         |
| 1990年 | 天若有情             | 夏晴          |                      |

### 電視劇（其他）
- 1986年：《新絕代雙驕》 飾 江小魚（台灣電視公司）

### 電影
- 1969年：《快劍》
- 1972年：《十四女英豪》
- 1972年：《愛奴》（愛奴替身）
- 1972年：《黑槍人》
- 1972年：《暴風女警》
- 1973年：《女集中營》（金髮女郎替身）
- 1974年：《黃飛鴻義取丁財炮》
- 1975年：《傾國傾城》
- 1975年：《三傻大鬧香港》（特技員）
- 1976年：《瀛台泣血》
- 1978年：《六合千手》
- 1978年：《醉拳》
- 1979年：《無刀快斬》
- 1979年：《醉俠蘇乞兒》又名《起尾註》
- 1979年：《出閘虎》
- 1981年：《飛刀傳說》又名《飛刀，又見飛刀》
- 1981年：《南北獅王》
- 1982年：《廣東靚仔玉》
- 1989年：《皇家飛鳳》
- 1989年：《金牌師姐》ⅠⅡⅢ 部
- 1990年：《轟天皇家將》
- 1990年：《先發製人》
- 1991年：《火種》
- 1992年：《特警雄威》
- 1993年：《拉開鐵幕》
- 1994年：《轟天密令》又名《刑偵風雲》
- 1995年：《大追踪》又名《喋血柔情》《黑道世家》
- 1996年：《極速追踪》
- 1996年：《顛峰鬥士2》
- 1992年：《霸王花：重出江湖》
- 1992年：《雷霆女將》
- 1996年：《危情追踪》
- 2011年：《熱浪球愛戰》
- 2014年：《一個人的武林》
- 2017年：《十噸刺客》
- 2019年：《大地回春》

### 監製作品
- 1999年：《夜叉》
- 1999年：《監獄風雲》
- 2001年：《邊緣干探》
- 2002年：《奪寶英雄》（又名：極地皇陵）
- 2002年：《連鎖奇幻檔案之DNA複製人》（又名：DNA複製人）
- 2002年：《焚獸之都》
- 2002年：《連鎖奇幻檔案之疾風鐵男》（又名：停不了的人）
- 2004年：《少林殭屍》
- 2005年：《我阿媽發仔瘟》
- 2006年：《天極》
- 2008年：《 大四喜》
- 2010年：《借室還魂》（又名：《等著你回來》）
- 2014年：《Stranger 6 六個陌生人》

## 參與節目
節目主持
- 2020-2021年：盼你賞面（香港開電視）

節目演出
2018-2020年：歡樂滿東華（無綫電視）
- 1980年代：歡樂今宵（無綫電視）[34][35]
- 1986年：電視先生選舉（亞洲電視）[36]
- 2000年：歡樂滿東華（無綫電視）[37][38]
- 2018年：歡樂滿東華（無綫電視）
- 2019年：歡樂滿東華（無綫電視）
- 2020年：萬千星輝賀台慶（無綫電視）

節目嘉賓
- 1984年：婦女新姿（無綫電視）[39]
- 2011年5月28日：中國夢想秀（83版《射雕英雄傳》28年再聚，浙江衛視）
- 2017年：熟女在野（ViuTV）
- 2022年：沿途有你（無綫電視）

## 獎項
- 1981年：華僑晚報十大明星金球獎（電視）[40]
- 2020年：香港動作特技演員公會頒發「2020年度傑出貢獻大奬」

## 外部連結
- 楊盼盼的Facebook專頁
- 楊盼盼的Instagram帳戶
- 楊盼盼的新浪微博
- 楊盼盼在香港影庫上的簡介
- 楊盼盼在豆瓣上的资料（简体中文）